# جان هالیدی (هنرپیشه)
جان هالیدی (انگلیسی: John Halliday؛ ۱۴ سپتامبر ۱۸۸۰ – ۱۷ اکتبر ۱۹۴۷) یک هنرپیشه اهل ایالات متحده آمریکا بود. وی بین سال‌های ۱۹۱۲ تا ۱۹۴۱ میلادی فعالیت می‌کرد.
از فیلم‌ها یا برنامه‌های تلویزیونی که وی در آن نقش داشته است می‌توان به داستان فیلادلفیا اشاره کرد.